# INTS9
INTS9‏ (Integrator complex subunit 9) هوَ بروتين يُشَفر بواسطة جين INTS9 في الإنسان.